# L'idolo cinese
L'idolo cinese (título original en italiano;en español, El ídolo chino) es una ópera cómica en dos actos con música de Giovanni Paisiello y libreto de Giovanni Battista Lorenzi. Se estrenó en el Teatro Nuovo de Nápoles en la primavera del año 1767.
L'idolo cinese es la segunda ópera de Paisiello representada en Nápoles y la primera nacida de la colaboración con el libretista napolitano Lorenzi. El éxito fue enorme: el rey Fernando IV hizo que se representara el espectáculo en el Palacio Real, juzgándolo digno de formar parte de las celebraciones por la llegada de la consorte María Carolina de Austria y por la visita del cuñado José II.